# 바이스테비두스
바이스테비두스(북부 사미어: báistebiđus)는 순록고기로 만든 사미 전통 음식이다. 핀란드에서는 포롱캐리스튀스(핀란드어: poronkäristys)로, 스웨덴에서는 렌스카브(스웨덴어: renskav)로, 노르웨이에서는 핀비프(노르웨이어: finnbiff)로, 러시아에서는 투시요나야 올레니나(러시아어: тушёная оленина)로 불린다.

## 사진 갤러리

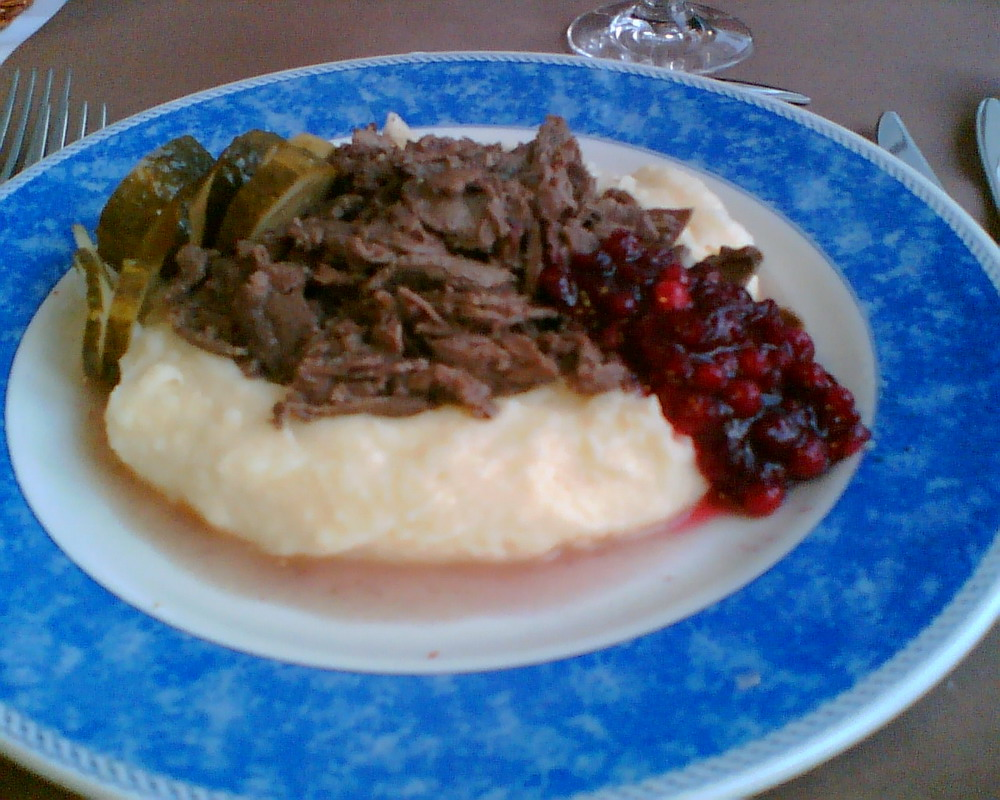
핀란드의 포롱캐리스튀스
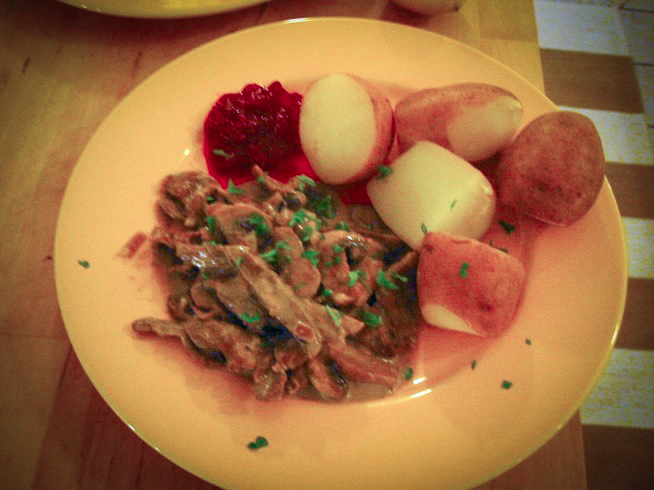
스웨덴의 렌스카브
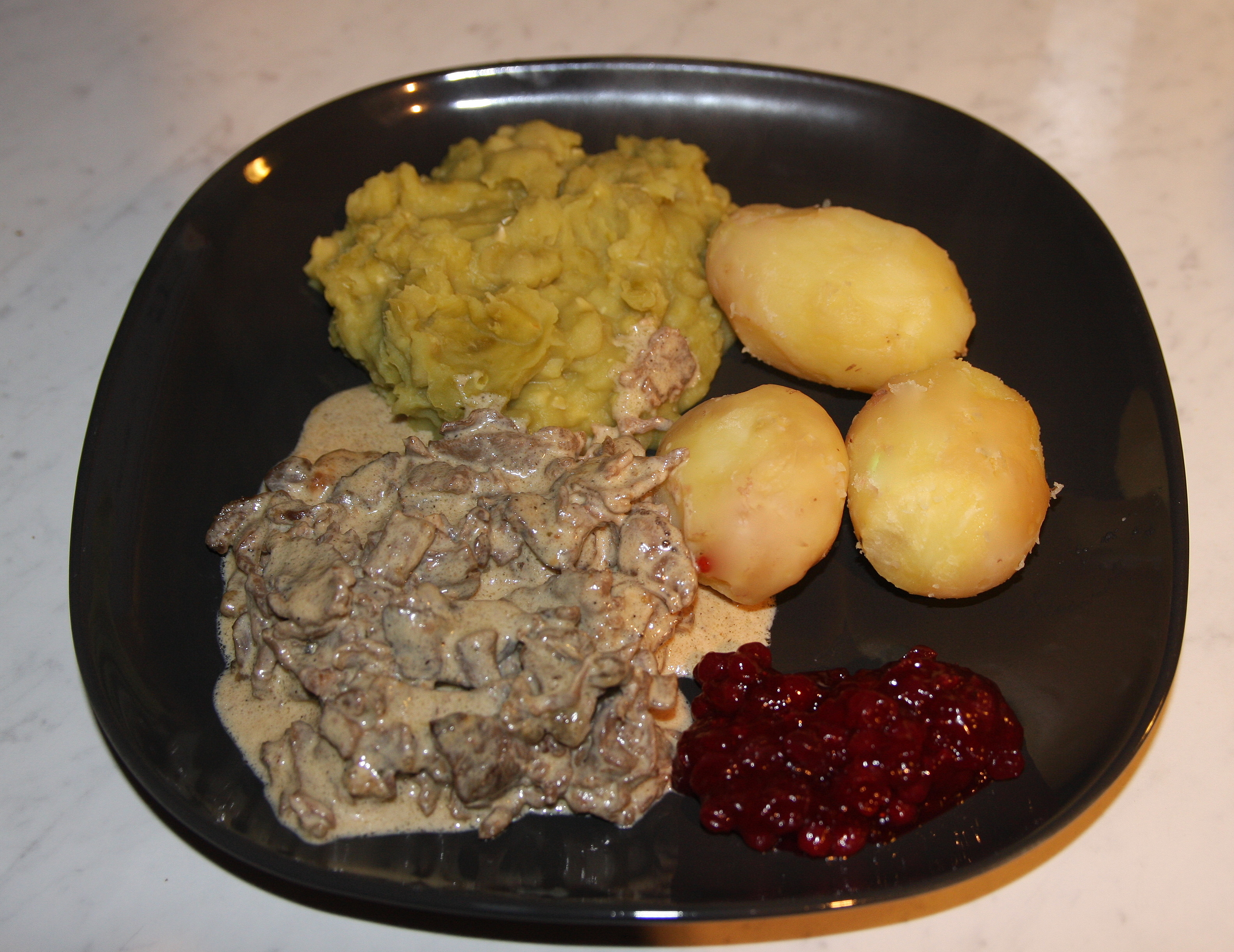
노르웨이의 핀비프